# 圣梅达尔代克西德伊
圣梅达尔-代克西德伊（法語：Saint-Médard-d'Excideuil，法語發音：[sɛ̃ medaʁ dɛksidœj]，意为“埃克西德伊的圣梅达尔”）是法国多尔多涅省的一个市镇，原属佩里格区，2017年起改属农特龙区。

## 地理
圣梅达尔-代克西德伊（45°20'30"N, 1°4'14"E）面积18.35 平方千米，位于法国新阿基坦大区多爾多涅省，该省份为法国西南部内陆省份，是法國本土面积第三大的省，大致对应佩里戈尔地区，北起顺时针与夏朗德省、上维埃纳省、科雷兹省、洛特省、洛特-加龙省、吉倫特省和滨海夏朗德省接壤。
与圣梅达尔-代克西德伊接壤的市镇（或旧市镇、城区）包括：迪萨克、拉努阿耶、昂利亚克、圣拉斐尔、谢尔韦-屈巴、埃克西德伊、克莱蒙代克西德伊、普雷萨克-代克西德伊。
圣梅达尔-代克西德伊的时区为UTC+01:00、UTC+02:00（夏令时）。

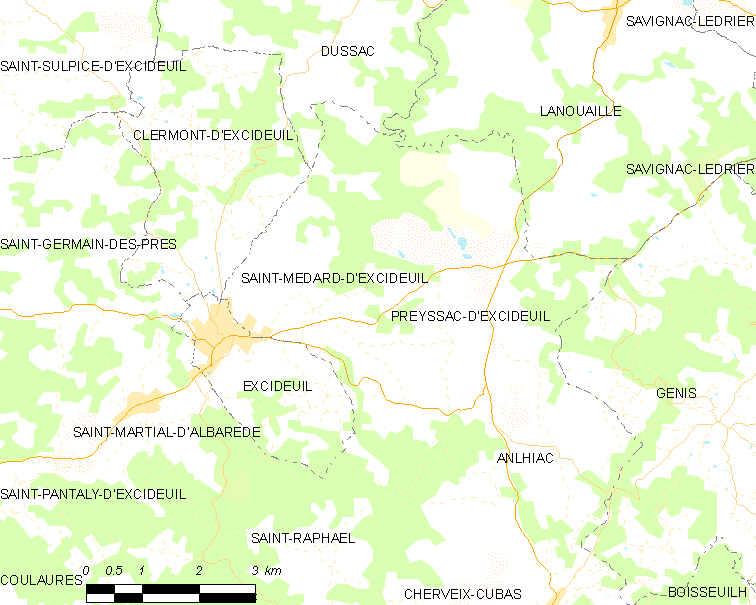
圣梅达尔-代克西德伊的OSM定位图

## 行政
圣梅达尔-代克西德伊的邮政编码为24160，INSEE市镇编码为24463。

## 政治
圣梅达尔-代克西德伊所属的省级选区为伊勒-卢-欧韦泽尔县。

## 人口

1962-2008年间圣梅达尔-代克西德伊人口变化图示

圣梅达尔-代克西德伊于2022年1月1日时的人口数量为545人。